# Zatoka Króla Jerzego (Falklandy)
Zatoka Króla Jerzego (ang. King George Bay) – zatoka Oceanu Atlantyckiego, położona u wybrzeży Falklandu Zachodniego. Ma 21 mil (34 km) długości oraz około 10 mil (16 km) szerokości. W zatoce są położone wyspy Hummock Island, Rabbit Island oraz Split Island. Na północnym wybrzeżu zatoki leży osada Roy Cove. Do zatoki uchodzi rzeka Chartres. 